# Instituto Presbiteriano Mackenzie

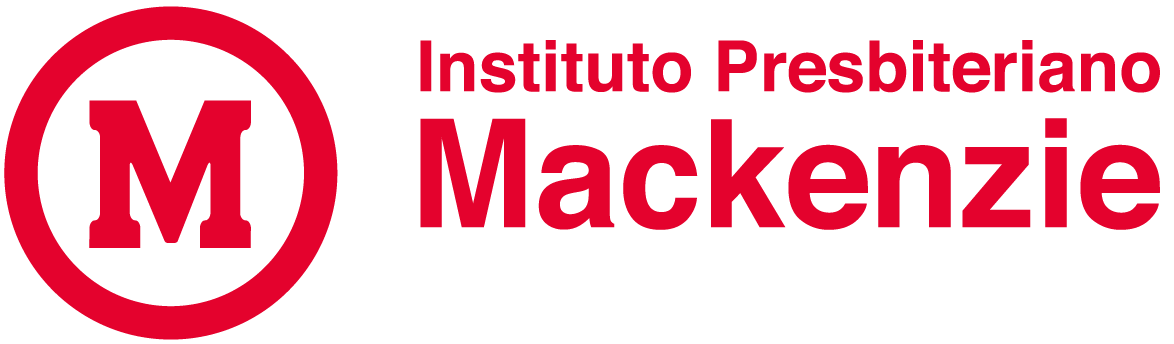
Logotipo do Instituto Presbiteriano Mackenzie.

O Instituto Presbiteriano Mackenzie é uma instituição educacional de natureza confessional presbiteriana, cujo objetivo é de desenvolver atividades dentro de um ambiente de fé reformada, sendo também a entidade mantenedora da Universidade Presbiteriana Mackenzie (UPM), Faculdade Presbiteriana Mackenzie Rio (FPM RIO), da Faculdade Presbiteriana Mackenzie Brasília (FPMB) e da Faculdade Evangélica Mackenzie do Paraná. Apesar de ostentarem nomes iguais, são independentes e autônomas entre si por força de dispostos constitucionais.
Possui uma rede educacional tradicional fundada por missionários presbiterianos em 1870 na cidade de São Paulo, Barueri (Campus Tamboré), Brasília, Campinas, Rio de Janeiro, Castro , Palmas e Recife. Atuando desde o ensino fundamental até pós graduação, passando pelo médio e superior. Mesmo subordinada à Igreja Presbiteriana do Brasil, têm como filosofia institucional junto à universidade total independência e liberdade para pesquisar qualquer tema, não sendo permitido qualquer tipo de censura por tradição ou crenças religiosas.

## História do Instituto[2]
O Instituto Presbiteriano Mackenzie iniciou suas atividades em 1870, quando o casal de missionários presbiterianos George e Mary Ann Annesley Chamberlain chega à cidade de São Paulo.
A senhora Chamberlain recebeu meninos e meninas para a escola que se iniciava, fazendo valer o princípio que permanece até os dias de hoje: não fazer distinção de sexo, credo ou etnia. No ano seguinte foi constituída a Escola Americana, embrião do Colégio, que abrigava filhos de escravos e de famílias tradicionais.
Em 1876, agora na esquina das ruas Ipiranga e São João, a Escola Americana implantou dois novos cursos: Escola Normal e o Curso de Filosofia. Em 1879, Dona Maria Antônia da Silva Ramos, baronesa de Antonina, vendeu ao reverendo Chamberlain área de sua chácara em Higienópolis. Era o início de uma nova fase.
A fama da Escola Americana não se restringia ao Brasil, chegando aos ouvidos do advogado estadunidense John Theron Mackenzie que, sem nunca ter vindo ao Brasil, deixou em testamento uma doação à Igreja Presbiteriana americana para que se construísse no Brasil uma escola de Engenharia. Desta forma, tem início o nome utilizado até hoje: Mackenzie.
Em fevereiro de 1896, teve início o curso da Escola de Engenharia Mackenzie, com diplomas ainda expedidos pela Universidade de Nova Iorque. Na década de 1940, foram criados novos cursos, como a Faculdade de Filosofia, Ciências e Letras (1946); Faculdade de Arquitetura (1947); e a Faculdade de Ciências Econômicas (1950). Com essas quatro escolas superiores, em 1952, o Mackenzie é reconhecido como universidade pelo então presidente Getúlio Vargas. Em 1955 teve início a primeira turma da Faculdade de Direito. 
Em 1965, o Mackenzie nomeia Esther de Figueiredo Ferraz como reitora, a primeira mulher a assumir esse cargo em universidades brasileiras. 
Já em 1970, criou-se a Faculdade de Tecnologia, suprindo a demanda por profissionais qualificados em cursos superiores da área. 
Em Agosto de 2005, o Instituto Presbiteriano Mackenzie incorporou uma antiga e renomada instituição de ensino localizada no Centro do Rio de Janeiro: a Faculdade Moraes Júnior - FMJ, tornando a atual Faculdade Presbiteriana Mackenzie Rio.
Visando à formação global de seus alunos, o Mackenzie oferece a oportunidade de permanecerem na instituição desde a educação básica até a pós-graduação, em níveis de especialização (lato sensu), mestrado e doutorado (stricto sensu), nas unidades de São Paulo, Alphaville/Tamboré, Brasília, Campinas, Palmas, Rio de Janeiro, Castro, Dourados e Curitiba.
Em 28 de Setembro de 2018 o Hospital Universitário Evangélico de Curitiba e a Faculdade Evangélica do Paraná foram arrematados em leilão judicial por R$215 milhões de reais pelo consórcio ”MACK-HE Dourados”, formado  pelo Instituto Presbiteriano Mackenzie e a Associação Beneficente Douradense. O montante arrecado foi destinado ao saneamento de débitos trabalhistas e com credores.
Em agosto de 2024, o IPM incorporou o Colégio Presbiteriano Agnes Erskine, no Recife, à altura do aniversário de 120 anos do colégio, renomeando-o para Colégio Presbiteriano Mackenzie Agnes, com expectativa de investimento de R$50 milhões de reais para os 3 anos seguintes. Ao tempo da incorporação, o CPM Agnes já era subordinado à Igreja Presbiteriana do Brasil e parte do Sistema de Ensino Mackenzie. Passa a ser então a primeira e única instituição de ensino mackenzista no Nordeste.